# Aguilar (Colorado)
Aguilar es un pueblo localizado en el condado de Las Ánimas en el estado de Colorado en los Estados Unidos de América. Ganaderos y don José Ramón Aguilar fundaron el pueblo en el año 1894. La población de acuerdo al censo de los Estados Unidos de América era de 593 habitantes.

## Geografía
Aguilar se localiza en las siguientes coordenadas 37°24′12″N 104°39′16″O / 37.40333, -104.65444, a una milla al oeste de la interestatal 25.
Según la Oficina del Censo de los Estados Unidos, el pueblo tiene un área total de 1 km², que equivale a un 100% de tierras.

## Demografía
De acuerdo a los datos del censo del 2000, vivían 593 personas, 243 viviendas y 165 familias residían e el pueblo. La densidad poblacional era de 587.1 habitantes por km². Con 291 unidades habitacionales, la densidad era de 288,1/km². La composición étnica del pueblo era de 86,00% blancos, 3,04% indios americanos, 0,34% asiáticos, 6,91% de otras etnias y el 3,71% de dos o más etnias. Los Hispanos o Latinos de cualquier etnia representaban el 46,54% de la población.
De los 243 hogares el 23,5% tenían niños de menos de 18 años, el 48,1% eran parejas casadas que viviían juntas, el 14,4% tenían a una mujer como cabeza de familia sin esposo y el 31,7% no eran familias. El ingreso medio para un hogar en el pueblo era de 23.750 dólares y el ingreso medio para una familia era de 30,815 dólares. Los hombres tenían un ingreso medio de 22.500 dólares versus los 21.250 dólares de las mujeres. El ingreso per cápita para el pueblo era de 11.249 dólares. Cerca del 27,8% de las familias y el 34,3% de la población vivía por debajo de la línea de pobreza, incluyendo a un 64.0% de los cuales eran menores de 18 años y el 25,7% era mayor de 65 años.